# Paulo César Botelho Massa
Paulo César Botelho Massa (Rio de Janeiro, 5 de outubro de 1945) foi um bancário e militante político brasileiro, filiado à Aliança Libertadora Nacional (ALN) e está desaparecido desde o dia 2 de fevereiro de 1972.
Paulo César foi preso pela primeira vez em 1969, após responder a vários processos decorrentes de seu envolvimento com o movimento estudantil da antiga Universidade do Estado da Guanabara (hoje UERJ), onde cursava Ciências Econômicas. Posteriormente, foi preso em 30 de janeiro de 1972 e três dias depois foi dado como desaparecido, até hoje não se sabe de seu paradeiro. O caso de Paulo César é um dos investigados pela Comissão da Verdade, um colegiado organizado pelo governo do Brasil para apurar mortes e desaparecimentos ocorridos durante a ditadura militar brasileira.

## Biografia

### Primeiros anos
Paulo nasceu no dia 5 de outubro de 1945 na cidade do Rio de Janeiro, filho do general Cristovam Massa e de Laís Maria Botelho Massa. Durante o primário, estudou primeiro na Escola Argentina e depois na escola Marechal Trompowsky. Já no ginásio, estudou no Ginásio Santo Antônio, em São João del Rei, Minas Gerais, Mais tarde, foi transferido para o colégio Mello e Sousa, no Rio de Janeiro, onde concluiu o curso no ano de 1960.
Em 1965, aos 16 anos, logo após servir o exército brasileiro, Paulo César foi aprovado em concurso público para o Banco do Brasil e foi trabalhar na agência Paranaguá. Três anos depois, em 1968, começou a cursar Ciências Econômicas na Universidade do Estado do Rio de Janeiro (UERJ), antiga Universidade do Estado da Guanabara, onde tornou-se membro do movimento estudantil e do diretório acadêmico, decisões que influenciaram seu futuro em diversas maneiras, culminando com sua prisão e desaparecimento.

### Prisões
Em 20 de março de 1969, por conta da sua participação no movimento estudantil, foi preso no Departamento de Ordem Política e Social (DOPS/RJ) para averiguações. Respondeu a diversos processos e, em seguida, foi absolvido de todos eles. Em junho de 1971, saiu de casa e foi morar com os companheiros, já como militante da Ação Libertadora Nacional (ALN). Em 15 de novembro, desligou-se do Banco do Brasil e passou a viver uma vida na clandestinidade. Mesmo assim, continuou a frequentar a casa de seus pais. Por ter o pai e mais três tios generais, seus companheiros lhe deram o apelido de "General". Um dia antes de sua prisão, fez o que seria sua última visita a casa dos pais.

### Desaparecimento
Três dias após ser preso junto com a companheira e aliada Ísis Dias de Oliveira, com a qual dividia a mesma moradia clandestina, os pais de Paulo César receberam a visita de agentes do DOPS do Rio de Janeiro. Sob a desculpa de "buscar uma metralhadora", os oficiais foram buscar roupas de baixo para o jovem, o que claramente despertou a atenção dos pais quanto à situação carcerária do filho.
Foi colocado um anúncio de busca por Paulo César, mas os pais do jovem só conseguiram obter informações sobre seu paradeiro por meio do vizinho Robson Gracie. O homem tinha passagem pelo Destacamento de Operações de Informação - Centro de Operações de Defesa Interna (DOI-CODI), tendo sido preso pelos mesmos policiais que entraram na casa de Paulo César tempos depois. Tanto a televisão, quanto o jornal Última Hora apoiaram a busca por Paulo César, dando-o como procurado pelos órgãos de repressão.
Desde então, no entanto, as famílias de Paulo e Ísis não obtiveram quaisquer informações oficiais sobre a prisão ou possível morte dos dois militantes. Seus nomes constam da lista de desaparecidos políticos do anexo I, da lei 9.140/95.

### Pós-desaparecimento
Homenagens
Seu nome foi dado a uma rua no Recreio dos Bandeirantes (RJ) e a uma rua no Jardim Guanhembu (SP).
Também foi homenageado no dia 1 de abril de 1993, recebendo a medalha Chico Mendes de Resistência, oferecida pelo Grupo Tortura Nunca Mais do Rio de Janeiro, como reconhecimento aos méritos e esforços do desaparecido.
Carta dos pais
Após tentar fazer uso de sua influência no meio como general e fracassar, o pai de Paulo César, o general Cristovam Massa, não viu outra saída para aliviar a dor além de homenageá-lo com uma carta, dele e de sua esposa, lida durante a entrega da medalha Chico Mendes de Resistência:
"Eis-nos aqui, pai e mãe de Paulo César. Nesse momento não estamos trazendo pelas mãos o nosso menino, o caçula de olhos claros e cabelos anelados. Tampouco estou voltando ao passado para reencontrar Paulo César, sensível criança que aos nove anos de idade, no Dia das Mães, teve sua carta premiada em 2º lugar entre 14 mil cartas de crianças cariocas. E que prêmio queria ele? Uma saia nova, bonita, para a mamãe trabalhar.
Hoje estamos aqui para reverenciar a memória do nosso amado filho que o GTNM escolheu para receber a medalha “Chico Mendes”. Não mais o menininho, não mais o jovem rebelado contra as injustiças sociais e as amargas estruturas políticas da época que algemavam o nosso país. Agora o homem Paulo César Botelho Massa. Aquele que soube defender seus pontos de vista com a coragem dos que crêem. E crer, senhores, é a essência da vida. Quem não crê, não quer, não luta, morre por antecipação.
Paulo César já é nome de praça pública no Pontal de Sernambetiba, na cidade do Rio de Janeiro. Ao lado de ruas com os nomes de companheiros seus que lutaram e morreram na vanguarda da resistência democrática, na década de 70.
[…] queremos deixar, diante de todos, o testemunho do nosso amor por Paulo César e pela Pátria, por esse Brasil a quem ele, consciente, deliberada e dignamente fez doação do seu bem maior: a vida.
A família Massa tem tradição no Exército brasileiro. Quatro irmãos do general Cristovam Massa chegaram à patente de general: Otávio, Demóstenes, Adalberto e Otaviano. Estes dois últimos se encontravam na ativa quando Paulo César desapareceu. Sua mãe, Laís, chegou a procurar Dulce Figueiredo, a esposa do general João Batista Figueiredo, chefe do SNI à época, mas não obteve nenhuma informação sobre seu filho. Laís desabafou: “Conhecimentos, amizades, companheirismos de farda e laços de família não foram suficientes para ajudar a encontrar Paulo César. Tantas portas estiveram fechadas para a nossa dor”.